# Carugate
Carugate ist eine italienische Gemeinde mit 15.740 Einwohnern (Stand 31. Dezember 2023) in der Metropolitanstadt Mailand, Region Lombardei.
Die Nachbarorte von Carugate sind Agrate Brianza, Caponago, Brugherio, Pessano con Bornago, Bussero und Cernusco sul Naviglio.

## Bevölkerungsentwicklung
Carugate zählt 5.287 Privathaushalte. Zwischen 1991 und 2001 stieg die Einwohnerzahl von 10.814 auf 12.635. Dies entspricht einem prozentualen Zuwachs von 16,8 %.